# Takuya Uchida
Takuya Uchida (født 2. juni 1998) er en japansk fodboldspiller.
Han har spillet for flere forskellige klubber i sin karriere, herunder FC Tokyo.